# Liste von Sprengstoffanschlägen im Jahr 1998
Die Liste von Sprengstoffanschlägen im Jahr 1998 erfasst Anschläge mit Sprengladungen und anderen Spreng- und Brandvorrichtungen gegen Einrichtungen und Ansammlungen von Menschen, die im Jahr 1998 passierten. Zu den Formen zählen unter anderem Auto- und Rucksackbomben. Siehe auch Liste von Anschlägen auf Verkehrsflugzeuge.

## Liste
| Datum         | Ereignis                                                                                   | Ort                     | Staat                             | Tote     | Verletzte | Anmerkung, Quellen |
| ------------- | ------------------------------------------------------------------------------------------ | ----------------------- | --------------------------------- | -------- | --------- | ------------------ |
| 5. Jan. 1998  | Anschlag mit Schusswaffen, Macheten, Äxten und Granaten auf Zivilisten                     | Gitarama                | Ruanda                            | 70       | 4         | [ 1 ] [ 2 ]        |
| 9. Jan. 1998  | Sprengstoffanschlag auf Zivilisten                                                         | Neu-Delhi               | Indien                            | 0        | 44        | [ 3 ]              |
| 11. Jan. 1998 | Sprengstoffanschlag auf Kino, Moschee und Zivilisten                                       | Algier                  | Algerien                          | 120–400  |           | [ 4 ] [ 5 ]        |
| 20. Jan. 1998 | Sprengstoffanschlag auf Bus                                                                | Algier                  | Algerien                          | 1        | 23        | [ 6 ]              |
| 26. Jan. 1998 | Selbstmordattentat mit Autobombe auf Hindu-Tempel                                          | Kandy                   | Sri Lanka                         | 23 (+3)  |           | [ 7 ]              |
| 29. Jan. 1998 | Sprengstoffanschlag auf Abtreibungsklinik                                                  | Birmingham              | Vereinigte Staaten                | 1        | 1         | [ 8 ]              |
| 3. Feb. 1998  | Sprengstoffanschlag auf Eisenbahn- und Busstation                                          | Košice                  | Slowakei                          | 0        | 2         | [ 9 ]              |
| 12. Feb. 1998 | Sprengstoffanschlag auf Zivilisten                                                         | Algier                  | Algerien                          | 2        | 28        | [ 10 ]             |
| 14. Feb. 1998 | Sprengstoffanschläge auf Zivilisten                                                        | Coimbatore              | Indien                            | 58       | 200+      | [ 11 ]             |
| 14. Feb. 1998 | Sprengstoffanschlag auf Bus                                                                | Wuhan                   | China                             | 50       |           | [ 12 ]             |
| 15. Feb. 1998 | Mörserangriff auf Soldaten                                                                 | Mullaitivu              | Sri Lanka                         | 20       | 115+      | [ 13 ]             |
| 21. Feb. 1998 | Sprengstoffanschlag auf Passagierzug                                                       | Blida                   | Algerien                          | 18       | 25        | [ 14 ]             |
| 23. Feb. 1998 | Selbstmordattentat mit sprengstoffbeladenen Booten auf Marinefrachtschiff und Landungsboot | nahe Point Pedro        | Sri Lanka                         | 46 (+8)  |           | [ 15 ]             |
| 26. Feb. 1998 | Sprengstoffanschlag auf Passagierzug                                                       | Faisalabad              | Pakistan                          | 4        | 30+       | [ 16 ]             |
| 28. Feb. 1998 | Sprengstoffanschlag auf Musikgeschäft und Baumarkt                                         | Karatschi               | Pakistan                          | 8        | 23        | [ 17 ] [ 18 ]      |
| 1. März 1998  | Anschlag mit Schusswaffen, Granaten und Artillerie auf Polizisten                          | Drenas                  | Jugoslawien                       | 20       | 2         | [ 19 ]             |
| 5. März 1998  | Selbstmordattentat auf Bus                                                                 | Colombo                 | Sri Lanka                         | 36 (+1)  | 260       | [ 20 ]             |
| 9. März 1998  | Sprengstoffanschlag auf Expresszug                                                         | nahe Quetta             | Pakistan                          | 6        | 34        | [ 21 ]             |
| 9. März 1998  | Sprengstoffanschlag auf Lastwagen                                                          | Batticaloa              | Sri Lanka                         | 6        | 30        | [ 22 ]             |
| 11. März 1998 | Anschlag mit Schusswaffen und Granaten auf Flüchtlingslager                                | Mae Sot                 | Thailand                          | 4        | 39        | [ 23 ]             |
| 14. März 1998 | Artillerieangriff auf Soldaten                                                             | Mullaitivu              | Sri Lanka                         | 30       | 100+      | [ 24 ]             |
| 6. Apr. 1998  | Sprengstoffanschlag auf Bus                                                                | Sindh                   | Pakistan                          | 6        | 30        | [ 25 ]             |
| 14. Apr. 1998 | Granatenangriff auf Polizisten                                                             | Pristina                | Jugoslawien                       | 0        | 1         | [ 26 ]             |
| 21. Apr. 1998 | Granatenangriff auf Soldaten                                                               | Blida                   | Algerien                          | 5        | 40        | [ 27 ]             |
| 7. Mai 1998   | Sprengstoffanschlag auf Zivilisten                                                         | Hadjout                 | Algerien                          | 0        | 20        | [ 28 ]             |
| 10. Mai 1998  | Sprengstoffanschlag auf Passagierzug                                                       | Blida                   | Algerien                          | 3        | 20        | [ 29 ]             |
| 22. Mai 1998  | Sprengstoffanschlag auf Markt                                                              | Algier                  | Algerien                          | 16       | 60        | [ 30 ]             |
| 27. Mai 1998  | Sprengstoffanschlag auf Dorf                                                               | Blida                   | Algerien                          | 11       | 50        | [ 31 ]             |
| 5. Juni 1998  | Sprengstoffanschlag auf Expresszug                                                         | Sindh                   | Pakistan                          | 23       | 32        | [ 32 ]             |
| 8. Juni 1998  | Sprengstoffanschlag auf Schmuckgeschäft                                                    | Lahore                  | Pakistan                          | 0        | 20        | [ 33 ]             |
| 11. Juni 1998 | Sprengstoffanschlag auf Passagierzug                                                       | Ain Defla               | Algerien                          | 12       | 21        | [ 34 ]             |
| 18. Juni 1998 | Anschlag mit 2 Motorradbomben auf Regierungsgebäude und Börse                              | Karatschi               | Pakistan                          | 20       | 17        | [ 35 ] [ 36 ]      |
| 9. Juli 1998  | Sprengstoffanschlag auf Markt                                                              | Algier                  | Algerien                          | 13       | 42        | [ 37 ]             |
| 21. Juli 1998 | Anschlag mit Schusswaffen und Granaten auf Dorf                                            | Lunda Norte             | Angola                            | 105      |           | [ 38 ]             |
| 25. Juli 1998 | Anschlag mit Schusswaffen und Sprengstoff auf Polizeieinheit                               | nahe Duhla              | Jugoslawien                       | 0        | 2 (+10)   | [ 39 ]             |
| 29. Juli 1998 | Sprengstoffanschlag auf Markt                                                              | Assam                   | Indien                            | 11       | 29        | [ 40 ]             |
| 31. Juli 1998 | Sprengstoffanschlag auf Markt                                                              | Algier                  | Algerien                          | 3        | 20        | [ 41 ]             |
| 7. Aug. 1998  | Terroranschläge auf die Botschaften der Vereinigten Staaten in Daressalam und Nairobi      | Daressalam, Nairobi     | Tansania, Kenia                   | 233 (+2) | 4085+     | [ 42 ] [ 43 ]      |
| 15. Aug. 1998 | Bombenanschlag von Omagh 1998                                                              | Omagh                   | Vereinigtes Königreich            | 29       | 300+      | [ 44 ]             |
| 20. Aug. 1998 | Sprengstoffanschlag auf Zivilisten                                                         | Djelfa                  | Algerien                          | 13       | 39        | [ 45 ]             |
| 24. Aug. 1998 | Sprengstoffanschlag auf Regierungsgebäude                                                  | Sugdidi                 | Georgien                          | 2        | 30        | [ 46 ]             |
| 24. Aug. 1998 | Sprengstoffanschlag auf Bahnhof                                                            | Guwahati                | Indien                            | 3        | 20        | [ 47 ]             |
| 26. Aug. 1998 | Sprengstoffanschlag auf Restaurant Planet Hollywood                                        | Kapstadt                | Südafrika                         | 2        | 27        | [ 48 ]             |
| 26. Aug. 1998 | Granatenangriff auf ethnische Albaner                                                      | Grabc                   | Jugoslawien                       | 11       | 3         | [ 49 ]             |
| 27. Aug. 1998 | Anschlag mit Nagelbombe auf Zivilisten                                                     | Tel Aviv-Jaffa          | Israel                            | 0        | 21        | [ 50 ]             |
| 31. Aug. 1998 | Sprengstoffanschlag auf Markt                                                              | Algier                  | Algerien                          | 17       | 60        | [ 51 ]             |
| 5. Sep. 1998  | Anschlag mit Geiselnahme und Autobombe auf Zivilisten und Schule                           | Arkhangelsk, Dagestan   | Russland                          | 17       | 80        | [ 52 ] [ 53 ]      |
| 11. Sep. 1998 | Selbstmordattentat auf Bürgermeister, Polizei- und Armee-Offiziere                         | Jaffna                  | Sri Lanka                         | 20 (+1)  |           | [ 54 ]             |
| 11. Sep. 1998 | Sprengstoffanschlag auf Markt und Zivilisten                                               | Blida, Oran             | Algerien                          | 4        | 45        | [ 55 ] [ 56 ]      |
| 18. Sep. 1998 | Sprengstoffanschlag auf Markt                                                              | Tiaret                  | Algerien                          | 22       | 30        | [ 57 ]             |
| 20. Sep. 1998 | Raketenangriff auf Zivilisten                                                              | Kabul                   | Afghanistan                       | 8        | 30        | [ 58 ]             |
| 30. Sep. 1998 | Granatenangriff auf Soldaten und Zivilisten                                                | Hebron                  | Palästinensische Autonomiegebiete | 0        | 24        | [ 59 ]             |
| 5. Okt. 1998  | Sprengstoffanschlag auf Markt                                                              | Muaskar                 | Algerien                          | 3        | 62        | [ 60 ]             |
| 17. Okt. 1998 | Granatenangriff auf Polizisten                                                             | Orlat                   | Jugoslawien                       | 3        | 3         | [ 61 ]             |
| 18. Okt. 1998 | Sprengstoffanschlag auf Pipeline                                                           | Segovia                 | Kolumbien                         | 48       | 100       | [ 62 ]             |
| 19. Okt. 1998 | Granatenangriff auf Bushaltestelle                                                         | Beʾer Scheva            | Israel                            |          | 65        | [ 63 ]             |
| 27. Okt. 1998 | Sprengstoffanschlag auf Moschee                                                            | Sialkot                 | Pakistan                          | 3        | 40        | [ 64 ]             |
| 2. Nov. 1998  | Sprengstoffanschlag auf Bushaltestellen                                                    | Cagayan de Oro, Cagayan | Philippinen                       | 1        | 41        | [ 65 ] [ 66 ]      |
| 6. Nov. 1998  | Selbstmordattentat mit Autobombe auf Markt und Zivilisten                                  | Jerusalem               | Israel                            | 0 (+2)   | 21        | [ 67 ]             |
| 20. Nov. 1998 | Anschlag mit Schusswaffe und Rakete auf Polizeifahrzeug                                    | Prilep                  | Jugoslawien                       | 2        | 4         | [ 68 ]             |
| 20. Nov. 1998 | Sprengstoffanschlag auf Regierungsbüro                                                     | Mbabane                 | Swasiland                         | 1        | 2         | [ 69 ]             |
| 21. Nov. 1998 | Granatenangriff auf Polizeistation                                                         | Anantnag                | Indien                            | 1        | 40        | [ 70 ]             |
| 23. Nov. 1998 | Sprengstoffanschlag auf Bus                                                                | Medea                   | Algerien                          | 0        | 42        | [ 71 ]             |
| 27. Nov. 1998 | Sprengstoffanschlag auf Bus                                                                | nahe Kırıkkale          | Türkei                            | 4        | 20        | [ 72 ]             |
| 3. Dez. 1998  | Sprengstoffanschlag auf Zivilisten                                                         | Khemis Miliana          | Algerien                          | 14       | 24        | [ 73 ]             |
| 6. Dez. 1998  | Mörserangriff auf den Energieminister und Zivilisten                                       | Mullaitivu              | Sri Lanka                         | 4        | 40        | [ 74 ]             |
| 10. Dez. 1998 | Sprengstoffanschlag auf Gebäude                                                            | Pamplona                | Spanien                           | 0        | 5         | [ 75 ]             |
| 24. Dez. 1998 | Selbstmordattentat auf Militärbus                                                          | Van                     | Türkei                            | 1 (+1)   | 22        | [ 76 ]             |